# Hinoksalin
Hinoksalin (benzopirazin) je organsko heterociklično jedinjenje koje se sastoji od kondenzovanih prstena benzena i pirazina. On je izomeran sa hinazolinom, ftalazinom i cinolinom.
Hinoksalini se koriste kao boje i lekovi, npr. antibiotici poput ehinomicina, levomicina i aktinoleutina. Derivati hinoksalina su ispitivani kao potencijalni antitumorski agensi. Oni se isto tako koriste kao katalitički ligandi:

## Sinteza
U jednoj studiji je korištena 2-jodoksibenzojeva kiselina (IBX) kao katalizator reakcije benzila sa 1,2-diaminobenzenom: